# Tromodesia angustifrons
Tromodesia angustifrons är en tvåvingeart som beskrevs av Kugler 1978. Tromodesia angustifrons ingår i släktet Tromodesia och familjen gråsuggeflugor. Inga underarter finns listade i Catalogue of Life.